# Государственный культурный центр Туркменистана
Государственный культурный центр Туркменистана (туркм. Türkmenistanyň döwlet medeniýet merkezi) — культурно-музейный комплекс в Ашхабаде. Открыт в 2007 году. В прошлом носил имя Сапармурата Туркменбаши Великого.

## История

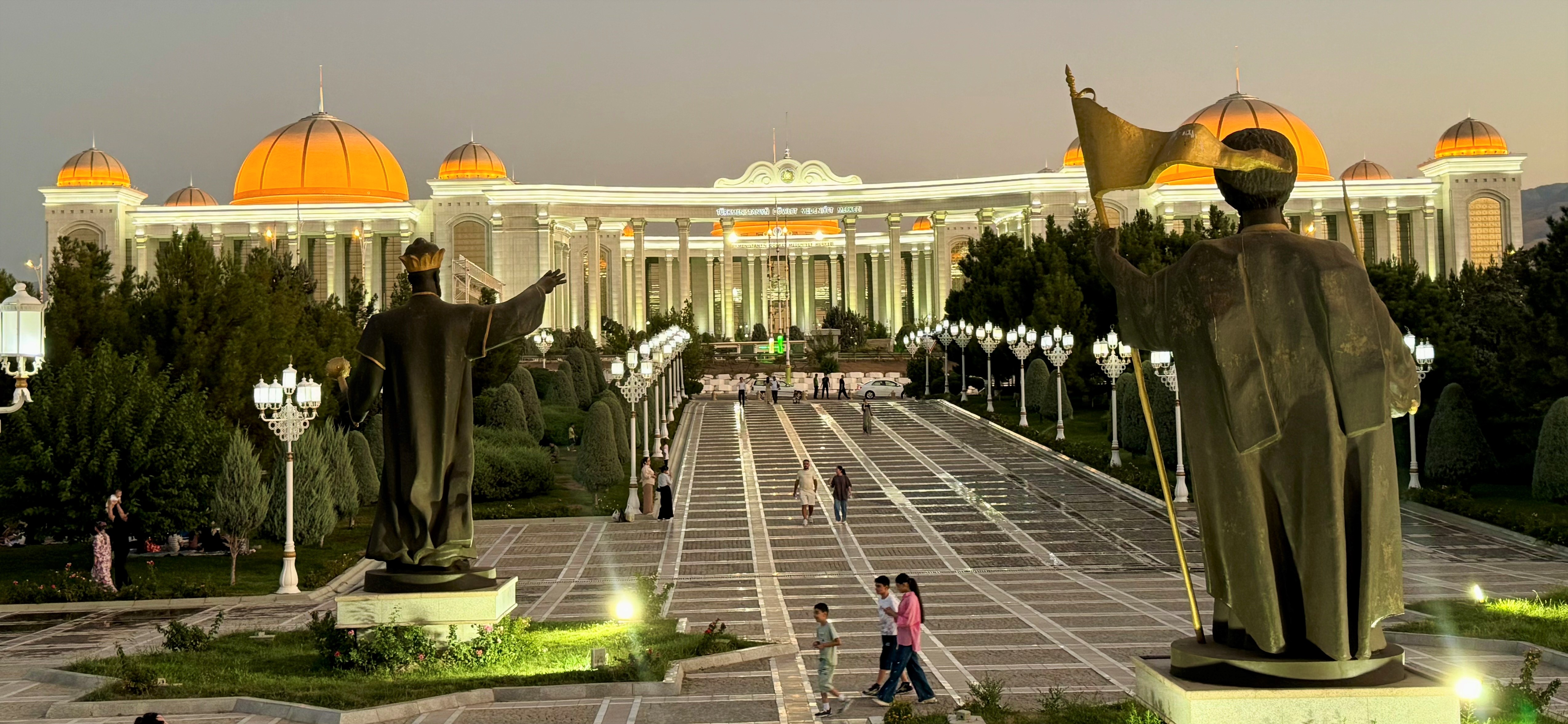
Здание Государственного культурного центра Туркменистана

17 февраля 2007 года при Национальном культурном центре Туркменистана был открыт музей первого президента Туркменистана.
В апреле 2013 года президент Туркменистана подписал Постановление, изменив название подведомственного Министерству культуры Туркменистана Национального культурного центра Великого Сапармурата Туркменбаши, переименовав его в Государственный культурный центр Туркменистана.

## Функции

Интернет-зал

Государственный культурный центр Туркменистана выполняет образовательные, музейно-просветительские и досугово-развлекательные функции, проводит мероприятия официально-государственного, всетуркменского и международного уровней, разнообразные политические и культурологические акции, общетуркменские и международные конференции и выставки.

## Структура
В структуре ГКЦ Туркменистана состоят:
- Государственная библиотека;
- Государственный музей;
- Отдел музея первого президента Туркменистана;
- Дворец Мукамов Государственного культурного центра Туркменистана.

## Галерея

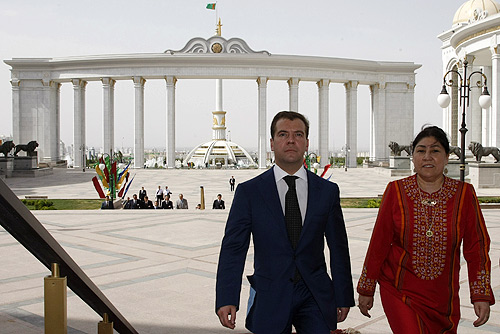
Дмитрий Медведев во время осмотра памятных мест Ашхабада
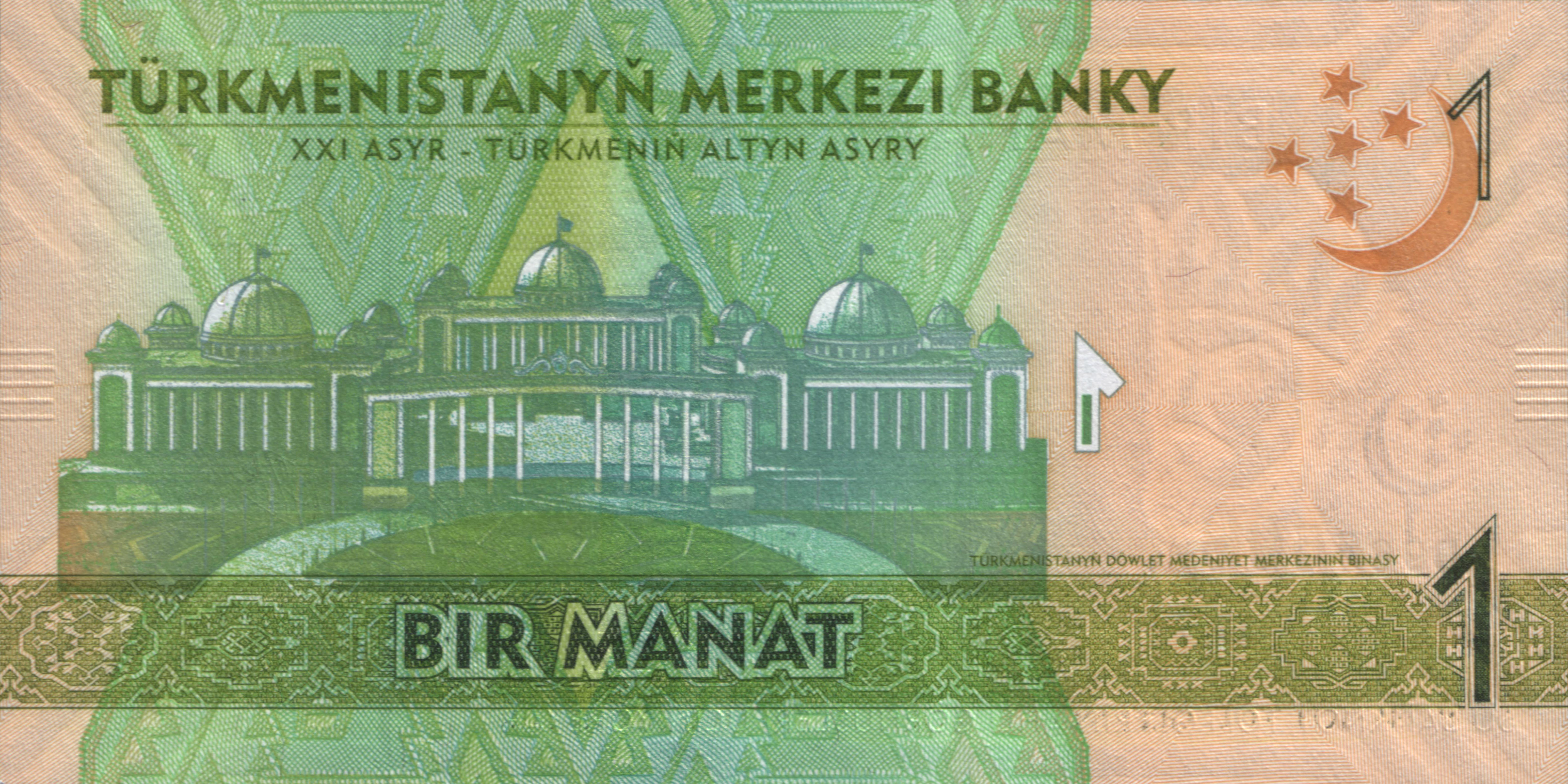
Изображение музея на оборотной стороне банкноты в 1 манат